# دایکی گوتو
دایکی گوتو (ژاپنی: 後藤 大輝؛ زادهٔ ۱۴ ژوئن ۱۹۹۶) یک بازیکن فوتبال اهل ژاپن است.
از باشگاه‌هایی که در آن بازی کرده‌است می‌توان به باشگاه فوتبال گراونز کیتاکیوشو و اشگاه فوتبال اومیا آردیجا اشاره کرد.